# Валдизото
Валдизото (итал. Valdisotto) је насеље у Италији у округу Сондрио, региону Ломбардија.
Према процени из 2011. у насељу је живело 3217 становника. Насеље се налази на надморској висини од 1165 м.

## Становништво
| 1931. | 1936. | 1951. | 1961. | 1971. | 1981. | 1991. | 2001. | 2011. |
| ----- | ----- | ----- | ----- | ----- | ----- | ----- | ----- | ----- |
| 2.387 | 2.397 | 2.705 | 2.825 | 2.825 | 3.023 | 3.043 | 3.217 | 3.533 |